# J'ai vécu
Pour plus de détails, voir Fiche technique et Distribution.
J'ai vécu (titre original : I Have Lived) est un film américain réalisé par Richard Thorpe, sorti en 1933.

## Synopsis
Jean Saint-Clair, entraîneuse dans un club, rencontre Tom Langley, un auteur et directeur de théâtre. Il lui propose un rôle dans sa dernière pièce, sous le pseudonyme d'Esther Rivers. Lorsque la pièce rencontre le succès, les anciens patrons du club cherchent à faire chanter Jean...

## Fiche technique
- Titre original : I Have Lived
- Titre français : J'ai vécu
- Réalisation : Richard Thorpe
- Scénario : Winifred Dunn
- Photographie : M. A. Anderson
- Son : Pete Clark
- Production : George R. Batcheller
- Société de production : Chesterfield Motion Pictures Corporation
- Société de distribution : Chesterfield Motion Pictures Corporation
- Pays de production :  États-Unis
- Langue originale : anglais
- Format : noir et blanc — 35 mm — 1,37:1 — son Mono (R.C.A. Victor System)
- Genre : drame
- Durée : 65 minutes
- Dates de sortie :
  - États-Unis : 15 juin 1933

## Distribution
- Alan Dinehart : Thomas Langley
- Anita Page : Jean St. Clair
- Allen Vincent : Warren White
- Gertrude Astor : Harriet Naisson
- Maude Truax : Genevieve "Mousie" Reynolds
- Matthew Betz : "Blackie"
- Eddie Boland : Sidney Cook
- Florence Dudley : la première actrice lors de l'audition
- Gladys Blake : la seconde actrice lors de l'audition
- Dell Henderson : J.W.
- Edward Keane (en) : le premier rôle
- Lafe McKee : le régisseur